# Eppenberg
Eppenberg è un comune di 242 abitanti della Renania-Palatinato, in Germania.

È parte del circondario (Landkreis) di Cochem-Zell (targa COC) e della comunità amministrativa (Verbandsgemeinde) di Kaisersesch.